# Лихарев, Дмитрий Витальевич
Дми́трий Вита́льевич Ли́харев (род. 1961) — советский и российский историк, специалист по военно-морской истории. Доктор исторических наук (1994), профессор. Профессор Школы искусств и гуманитарных наук Дальневосточного федерального университета. В 1991—2010 годах — декан исторического факультета УГПИ.

## Биография
Родился 21 октября 1961 года в Уссурийске. В 1979 году поступил и в 1984 году окончил с отличием факультет истории и английского языка Уссурийского государственного педагогического института (УГПИ). По окончании УГПИ с 1984 по 1987 годы работал в вузе ассистентом кафедры всеобщей истории.
Обучался в аспирантуре ЛГПИ имени А. И. Герцена по специализации «Новая и новейшая история стран Европы и Америки». Под руководством крупного отечественного англоведа Г. Р. Левина подготовил и в 1990 году досрочно защитил кандидатскую диссертацию по проблемам военно-морского соперничества Великобритании и США в 1919—1929 годах. В 1995 году в Санкт-Петербурге защитил докторскую диссертацию на тему «Морская политика в Великобритании в 1900 −1930 гг.», став первым в истории УГПИ доктором наук. Работа Д. В. Лихарева получила высокие оценки в научном сообществе, как в России, так и в Великобритании.
С 1991 по 2011 годы был деканом исторического факультета УГПИ. Под его руководством на уссурийском истфаке сложилась школа англоведения и американистики, в издательстве УГПИ начали выходить специализированные сборники научных статей, монографии и учебные пособия, которые удостоились удостаиваются благожелательных рецензий не только в российских, но и в зарубежных научных изданиях. В 2008 году Д. В. Лихарев выдвигался на пост ректора УГПИ, по итогам голосования проиграл проректору по научной работе С. В. Пишуну.
В 2011 году покинул пост декана в связи с вхождением УГПИ в состав Дальневосточного федерального университета (ДВФУ). С этого времени — профессор кафедры исторического образования Школы педагогики ДВФУ.
Член Российской ассоциации историков Первой мировой войны.

## Награды
- медаль ордена «За заслуги перед Отечеством» II степени

### Монографии
- Лихарев Д. В. Эра адмирала Фишера: Политическая биография реформатора британского флота. — Владивосток: Изд-во Дальневост. Ун-та, 1993. — 296 с.
- Лихарев Д. В. Адмирал Дэвид Битти и британский флот в первой половине XX века. — СПб.: Корабли и сражения, 1997. — 240 с.
- Лихарев Д. В. Адмирал Эндрю Каннингхэм: борьба Великобритании за господство на Средиземном море в первой половине XX века. — СПб.-Уссурийск: Изд-во УГПИ, 2004. — 207 с.
- Лихарев Д. В., Лынша О. Б. Учителя учителей. История Уссурийского государственного педагогического института, 1909—2004 гг. Отв. ред. В. И. Тарасов. — Уссурийск, 2004. — 300 с.
- Лихарев Д. В. Цусимское сражение 14-15 мая 1905 г. Историографические проблемы — Уссурийск: Издательство УГПИ, 2009. — 168 c.
- Лихарев Д. В. Флот и военно-морское ведомство Великобритании на пути к Первой мировой войне. 1900–1914. — СПб.: Евразия, 2021 — 368 с.

### Учебные пособия
- Лихарев Д. В. Практикум по историографии новой и новейшей истории стран Европы и Америки (Историография США XX в.): Учеб. пособие. — Уссурийск, 1996. — 362 с.

### Статьи
- Лихарев Д. В., Виноградов К. Б. Британский флот на пути к Первой мировой войне. 1904—1916. // Постигая военную историю / под ред. В. А. Золотарева. — М.: Воениздат, 1991. — С. 136—154.
- Лихарев Д. В., Виноградов К. Б. Адмирал Фишер и борьба Великобритании за господство на морях в начале XX века. // Новая и новейшая история. — 1993. — № 3. — С. 158—177.
- Лихарев Д. В. От парусника к субмарине. Реформы Дж. А. Фишера и флот Великобритании на Дальнем Востоке. // Россия и АТР. — 1994. — № 1. — С. 102—114.
- Лихарев Д. В. Адмирал Дэвид Битти. // Геополитика и безопасность. — 1996. — № 4. — С. 126—145.
- Лихарев Д. В. Британское Адмиралтейство и стратегическое планирование в «эру Фишера». // Морской флот и морской фактор в истории / под ред. Н. П. Писаревского. — Воронеж: Изд. ВГУ, 1997. — С. 125—143.
- Лихарев Д. В. Гонка морских вооружений как причина и следствие Великой войны. // Первая мировая война: пролог XX века / под ред. В. Л. Малькова. — М.: Наука, 1998. — С. 537—554.
- Лихарев Д. В. Уинстон Черчилль и военный флот 1911—1915. // Гуманитарные исследования. 1998. Вып. 2. — Уссурийск: Изд. УГПИ, 1998. — С. 208—224.
- Likharev D. V. Russian Sources on British Naval History. 1900—1918. // The Mariners Mirror. August 1999. — Vol. 85. — P. 329—334.
- Likharev D. V. The British Admiralty, the Anglo-Japanese Alliance and the Naval Situation in the Western Pacific, 1919—1922//East Asian Review. March 1999. — Vol. 3. — P. 107—122.
- Лихарев Д. В. Реформы британского военного флота 1902—1910 гг.: моральный аспект и реакция общества. // Гуманитарные исследования. 1999. № 3. — Уссурийск: Изд. УГПИ, 1999. — С. 220—230.
- Лихарев Д. В. Скапа-Флоу 1918—1919 гг.: судьба германского военного флота. // Проблемы отечественной и всеобщей истории. — Уссурийск: Изд. УГПИ, 2001. — С. 68 — 76.
- Лихарев Д. В. Англо-американские отношения по военно-морским проблемам в годы Первой мировой войны. // Проблемы истории международных отношений и историографии всеобщей истории. / Под ред. В. В. Носкова. — СПб.: Образование, 2002. — С. 130—142.
- Лихарев Д. В. «Ютландские контраверзы»: британское общество, военный флот и итоги крупнейшего морского сражения Первой мировой войны. 1916—1936. // Новый часовой. — 2004. — № 15-16. — С. 75 — 86.
- Лихарев Д. В. Споры о Цусиме. // Отечественная история. — 2005. — № 5. — С. 168—178.
- Лихарев Д. В. Всеобщая история. Исследования на Дальнем Востоке в конце XX — начале XXI в. // Россия и АТР. — 2006. — № 2. — С. 6-21.
- Лихарев Д. В. Становление подводных сил Британского флота (1900—1914 гг.) // Великобритания и США в XIX—XX вв.: политика, дипломатия, историография. — Уссурийск: Изд. УГПИ, 2006. — С. 44 — 58.
- Лихарев Д. В. Вице-адмирал З. П. Рожественский в оценках советских и российских историков // Вестник Дальневосточного отделения РАН. — 2008. — № 2. — С. 86-94.
- Лихарев Д. В. Как создавалась «Цусима» А. С. Новикова-Прибоя // Россия и АТР. — 2008. — № 1. — С. 150—160.
- Лихарев Д. В., Тамура А. Российские мемуаристы и историки о роли человеческого фактора в Цусимском сражении 14-15 мая 1905 г. // История и современность. — 2008. — № 2. — С. 168—190.
- Лихарев Д. В. О некоторых характерных тенденциях в современных российских исследованиях цусимской темы // Россия и АТР. — 2009. — № 4. — С. 76-86.
- Лихарев Д. В., Симоненко Е. С. Участие канадских военных формирований в англо-бурской войне 1899—1902 гг. // Великобритания и США в XIX—XX вв.: политика, дипломатия, историография. — Уссурийск: Изд. УГПИ, 2009. — С. 29 — 43.
- Лихарев Д. В. Стратегические альтернативы Великобритании на Дальнем Востоке накануне Вашингтонской конференции. // Версальско-Вашингтонская международно-правовая система: возникновение, развитие, кризис, 1919—1939 гг. Сборник статей /отв. ред. Е. Ю. Сергеев. — М.: ИВИ РАН, 2011. — С. 270—284.
- Лихарев Д. В. Англо-французское соглашение по морским вооружениям 1928 г.: последний антиамериканский шаг Великобритании // Ойкумена. Регионоведческие исследования. — 2012. — № 4 (23). — С. 78-83.
- Лихарев Д. В. Британское адмиралтейство и инструменты влия-ния на общественное мнение в 1880—1890-х годах. // Гуманитарные исследования в Восточной Сибири и на Дальнем Востоке. 2013. № 1. С. 66 — 71.
- Лихарев Д. В. Российские мемуаристы и историки о материаль-ных факторах Цусимского сражения. // Россия и АТР. 2013. № 1. С. 5 — 17.
- Лихарев Д. В. Германская военно-политическая элита и русско-японская война 1904—1905 гг. // Россия и АТР. 2014. № 1 (83). С. 81-94.
- Лихарев Д. В., Симоненко Е. С. Вступление Канады в Первую мировую войну. // Новая и новейшая история. 2014. — № 6. — С. 19-31.
- Лихарев Д. В. Лихарев Д. В. Встречными курсами: политика СССР и США на Балканах, Ближнем и Среднем Востоке в 1939—1947 гг. Киров, 2014. // Новая и новейшая история. — 2015. — № 4. — С. 194—195.
- Likharev D.V. Shells vs Armour: Material Factors of the Battle of Tsushima in the works of Russian Memoirists and Historians // War & Society. 2017. Volume 36. № 3. P. 182—193.
- Лихарев Д. В., Симоненко Е. С. Эдвард Хаттон и его концепция модернизации канадской милиции (1898—1900 гг.) // Гуманитарные исследования в Восточной Сибири и на Дальнем Востоке. 2017. № 3. С. 68-77.
- Лихарев Д. В. Военно-морские ведомства Великобритании и США в годы Первой мировой войны: от недоверия к сотрудничеству // Актуальные проблемы истории Первой мировой войны. Сб. статей / отв. ред. И рук. Проекта Е. Ю. Сергеев. — М.: ИВИ РАН, 2014. — С. 124—138.
- Лихарев Д. В. Британское морское командование и прорыв «Гебена» и «Бреслау» в Константинополь в августе 1914 г. // Первая мировая война, Версальская система и современность. Сборник статей. / Отв. ред. И. Н. Новикова, А. Ю. Павлов, А. А. Малыгина. — СПб.: Изд-во С-Петерб. Ун-та, 2014. — С. 211—224.
- Лихарев Д. В. Британское общество и итоги Ютландского сражения 31 мая- 1 июня 1916 г. // Первая мировая война — пролог XX века. Материалы международной научной конференции. Москва. ИВИ РАН — МГУ им. М. В. Ломоносова — МГПУ, 8-10 сентября 2014 г. Часть 1. / отв. ред. Е. Ю. Сергеев. — М.: ИВИ РАН, 2014. — С. 243—247.
- Лихарев Д. В. Константинополь и проливы как военные цели России в работах американских историков. // Россия в годы Первой мировой войны, 1914—1918: материалы Междунар. науч. конф. (Москва, 30 сентября — 3 октября 2014 г.) / отв. ред.: А. Н. Артизов, А. К. Левыкин, Ю. А. Петров; Ин-т рос. истории Рос. акад. наук; Гос. ист. музей; Федеральное арх. агентство; Рос. ист. о-во. — М.: ИРИ РАН, 2014. — С. 96-104.
- Лихарев Д. В. Личностный фактор при разрешении «крейсерской проблемы» в англо-американских отношениях 1920-х гг. // Первая мировая война, Версальская система и современность: сб. статей. Выпуск 3. / Отв. Ред. А. Ю. Павлов, А. В. Бодров, А. А. Малыгина. — СПб.: Изд-во РХГА, 2015. — С. 297—309.